# Площадь Свободы (Херсон)
Площадь Свободы (укр. Площа Свободи) — главная площадь Херсона в Херсонской области Украины. Расположен в Центральном районе города. Впервые обозначена в плане города 1855 года как Ярмарочная площадь (укр. Ярмарочна площа). Современное название получила в 1917 году.
В начале 60-х годов XIX века на площади организовывались ежегодные ярмарки. На площади собирались батраки — нищие крестьяне из разных районов, чтобы наняться на сезонную работу в имения богатых хозяев. На рубеже XIX-XX веков площадь постепенно застраивалась. В современном виде сформировалась в 1950-60-х годах.
В ходе вторжения России на Украину в период с 3 марта по 11 ноября 2022 года находилась под российской оккупацией.

## История

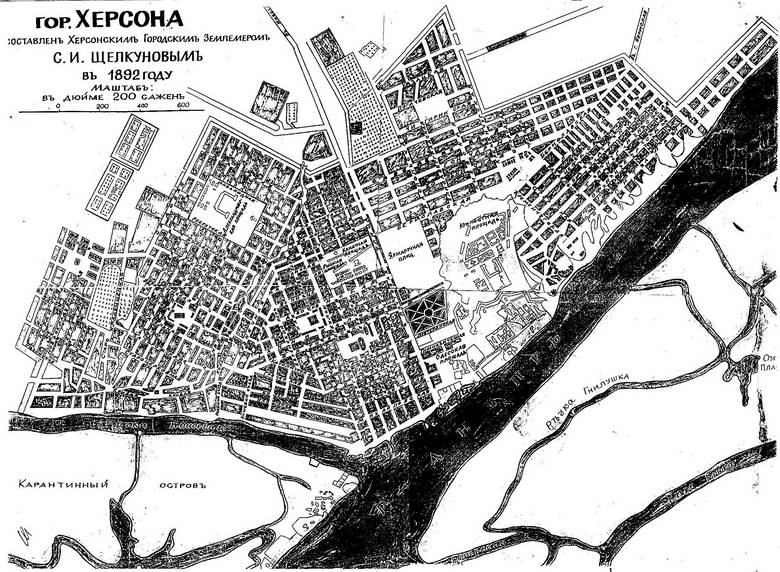
Ярмарочная площадь на карте Херсона XIX века

Впервые упоминание об этой площади появилось в середине XIX века. На Ярмарочной площади проводились традиционные сельскохозяйственные ярмарки, на которую стекались не только те, кто хотел продать или купить урожай, но и те, кто искал временных помощников для своих хозяйств. В те времена ярмарки служили и своеобразным центром трудоустройства. В Херсоне собирались рабочие, которым не удалось найти занятие на более крупных и известных ярмарках в Каховке. Эти мероприятия всегда были настоящим праздником для народа. Помимо деловой активности, здесь устраивались разнообразные развлечения: спортивные состязания, яркие костюмированные представления и аттракционы.
В 1902 году на площади построена водонапорная башня высотой 21,5 метров и емкостью бака 500 кубометров, обеспечивавшая бесперебойное водоснабжение горожан в любое время суток.
После февральской революции 1917 года, 16 апреля на площади прошла масштабная манифестация в поддержку самостоятельности Украины. По разным источникам и подсчетам находившихся тогда журналистов насчитали 25 тысяч человек. В результате площадь стала именоваться площадью Свободы. 
5 октября того же года состоялся гарнизонный митинг 44-го запасного полка 457-й Таврической дружины, представителей Крымского конного полка. Обсуждался вопрос относительно распоряжения об отправке в действующую армию, в результате которого солдаты постановили выяснить причины вывода полка из Херсона, отправив двух делегатов в Петроград. Также была принята резолюция о передаче власти Советам.
В 1918 году, во время оккупации Херсона австрийскими войсками, площадь называлась Народной.
30 марта 1919 года была объявлена манифестация по поводу провозглашения Венгерской рабоче-крестьянской Советской республики. С утра по разным улицам города двигались рабочие организации с знамёнами, направляясь к площади Свободы. Когда все организации были собраны на площади начался торжественный митинг.
В 1955 году построено здание областной администрации.
5 ноября 1965 года на площади был открыт памятник советскому революционеру Владимиру Ленину (скульпторы Юрий Лоховинин и Лев Родионов, архитекторы Евгений Александров и Евгений Полторацкий).
На площади Свободы зимой 2013-2014 годов проходили акции сторонников евроинтеграции Украины. В ходе ленинопада был снесён памятник Ленину. Позднее пустующий пьедестал преобразован в памятник Небесной сотне.

## Достопримечательности
- Херсонская областная государственная администрация (разрушено 5 июня 2025 года в результате авиаудара)[13];
- Кинотеатр «Украина»[14];
- Выставочный зал Национального союза художников Украины[15].